# Iwona Gronkiewicz-Marcisz
Iwona Gronkiewicz-Marcisz (ur. 1961 w Krakowie) – polska wspinaczka sportowa, brydżystka. Specjalizowała się w boulderingu, w prowadzeniu oraz we wspinaczce na czas. Srebrna medalistka festiwalu Rock Master we wspinaczce sportowej w konkurencji boulderingu w 1999.

## Kariera
W 1991 na 1. mistrzostwach świata w niemieckim Frankfurcie nad Menem wywalczyła we wspinaczce sportowej w konkurencji wspinaczki na czas 8. miejsce, a w prowadzeniu była 13. Wielokrotna uczestniczka zawodów wspinaczkowych, m.in. edycji Pucharu świata.
Wielokrotna uczestniczka, medalistka prestiżowych zawodów wspinaczkowych Rock Master we włoskim Arco, gdzie zdobyła srebrny medal w 1999 roku.
Wielokrotna medalistka mistrzostw Polski we wspinaczce sportowej, gdzie zdobywała tytuł mistrzyni Polski. Pod koniec roku została zawieszona w prawach zawodniczki, nie wzięła udziału w mistrzostwach świata, które odbyły się w grudniu 1999.

## Osiągnięcia

### Mistrzostwa świata
| Konkurencje  | 1991 | 1993 | 1997 | 2001 |
| Bouldering   | –    | –    | –    | 18   |
| Prowadzenie  | 13   | 8    | 18   | 30   |
| Wsp. na czas | 8    | –    | –    | –    |

### Mistrzostwa Europy
| Konkurencje | 1992 | 1998 | 2000 |
| Prowadzenie | 16   | 20   | 36   |

### Rock Master
| Konkurencje | 1999 | 2000 |
| Bouldering  | 2    | 9    |
| Prowadzenie | 11   | –    |